# Nordirlands fodboldlandshold
Nordirlands fodboldlandshold (engelsk: Northern Ireland national football team) er det nationale fodboldhold i Nordirland. Landsholdet bliver administreret af Irish Football Association. Holdet har deltaget tre gange (1958, 1982 og 1986) ved VM, men havde før 2016 aldrig deltaget ved EM. Indtil 1950 hørte holdet sammen med det irske landshold, men har siden da optrådt som et selvstændigt hold.

## Turneringsoversigt

### Europamesterskaberne
| År   | Værtsland         | Nordirlands placering |
| ---- | ----------------- | --------------------- |
| 1960 | Frankrig          | Deltog ikke           |
| 1964 | Spanien           | Ikke kvalificeret     |
| 1968 | Italien           | Ikke kvalificeret     |
| 1972 | Belgien           | Ikke kvalificeret     |
| 1976 | Jugoslavien       | Ikke kvalificeret     |
| 1980 | Italien           | Ikke kvalificeret     |
| 1984 | Frankrig          | Ikke kvalificeret     |
| 1988 | Vesttyskland      | Ikke kvalificeret     |
| 1992 | Sverige           | Ikke kvalificeret     |
| 1996 | England           | Ikke kvalificeret     |
| 2000 | Belgien & Holland | Ikke kvalificeret     |
| 2004 | Portugal          | Ikke kvalificeret     |
| 2008 | Østrig & Schweiz  | Ikke kvalificeret     |
| 2012 | Polen & Ukraine   | Ikke kvalificeret     |
| 2016 | Frankrig          | Ottendedelsfinaler    |

### Verdensmesterskaberne
| År   | Værtsland        | Nordirlands placering |
| ---- | ---------------- | --------------------- |
| 1930 | Uruguay          | Deltog ikke           |
| 1934 | Italien          | Deltog ikke           |
| 1938 | Frankrig         | Deltog ikke           |
| 1950 | Brasilien        | Ikke kvalificeret     |
| 1954 | Schweiz          | Ikke kvalificeret     |
| 1958 | Sverige          | Kvartfinale           |
| 1962 | Chile            | Ikke kvalificeret     |
| 1966 | England          | Ikke kvalificeret     |
| 1970 | Mexico           | Ikke kvalificeret     |
| 1974 | Vesttyskland     | Ikke kvalificeret     |
| 1978 | Argentina        | Ikke kvalificeret     |
| 1982 | Spanien          | 2. gruppespil         |
| 1986 | Mexico           | Indledende runde      |
| 1990 | Italien          | Ikke kvalificeret     |
| 1994 | USA              | Ikke kvalificeret     |
| 1998 | Frankrig         | Ikke kvalificeret     |
| 2002 | Sydkorea & Japan | Ikke kvalificeret     |
| 2006 | Tyskland         | Ikke kvalificeret     |
| 2010 | Sydafrika        | Ikke kvalificeret     |
| 2014 | Brasilien        | Ikke kvalificeret     |

### FIFA Confederations Cup
| År   | Værtsland        | Nordirlands placering |
| ---- | ---------------- | --------------------- |
| 1992 | Saudi-Arabien    | Ikke kvalificeret     |
| 1995 | Saudi-Arabien    | Ikke kvalificeret     |
| 1997 | Saudi-Arabien    | Ikke kvalificeret     |
| 1999 | Mexico           | Ikke kvalificeret     |
| 2001 | Sydkorea & Japan | Ikke kvalificeret     |
| 2003 | Frankrig         | Ikke kvalificeret     |
| 2005 | Tyskland         | Ikke kvalificeret     |
| 2009 | Sydafrika        | Ikke kvalificeret     |